# Новосёлки (сельское поселение Лозовское)
Новосёлки — деревня в Сергиево-Посадском районе Московской области России, входит в состав сельского поселения Лозовское.

## Население
| 1859 | 1895 | 1905 | 1926 | 2002 | 2006 | 2010 |
| ---- | ---- | ---- | ---- | ---- | ---- | ---- |
| 123  | ↘101 | ↗132 | ↘126 | ↘8   | ↗13  | ↘10  |

## География
Деревня Новосёлки расположена на севере Московской области, в южной части Сергиево-Посадского района, примерно в 49 км к северо-востоку от Московской кольцевой автодороги и 9 км к югу от железнодорожной станции Сергиев Посад, по левому берегу реки Торгоши бассейна Клязьмы.
В 3 км северо-западнее деревни проходит Ярославское шоссе М8, в 19 км к юго-западу — Московское малое кольцо А107, в 11,5 км к северо-востоку — Московское большое кольцо А108, в 17 км к юго-востоку — Фряновское шоссе Р110.
Ближайшие сельские населённые пункты — посёлок Здравница, деревни Бревново и Охотино.

## История
В «Списке населённых мест» 1862 года Новоселка (Огрызково) — владельческая деревня 1-го стана Александровского уезда Владимирской губернии по левую сторону Троицкого торгового тракта из города Алексадрова в Сергиевский посад Московской губернии, в 40 верстах от уездного города и становой квартиры, при речке Торгаше, с 18 дворами и 123 жителями (64 мужчины, 59 женщин).
По данным на 1895 год — деревня Ботовской волости Александровского уезда с 103 жителями (44 мужчины, 57 женщин). Основными промыслами населения являлись хлебопашество, выработка бумажных тканей и размотка шёлка, 10 человек уходили в качестве фабричных рабочих на отхожий промысел по уезду.
По материалам Всесоюзной переписи населения 1926 года — деревня Бревновского сельсовета Шараповской волости Сергиевского уезда Московской губернии в 2,1 км от местного шоссе и 9,6 км от станции Сергиево Северной железной дороги; проживало 126 жителей (63 мужчины, 63 женщины), насчитывалось 24 крестьянских хозяйства.
С 1929 года — населённый пункт Московской области в составе:
- Торгашинского осельсовета Сергиевского района (1929—1930)[12],
- Торгашинского сельсовета Загорского района (1930—1939)[13],
- Охотинского осельсовета Загорского района (1939—1954)[14],
- Тураковского сельсовета Загорского района (1954—1963, 1965—1991)[14][15][16],
- Тураковского сельсовета Мытищинского укрупнённого сельского района (1963—1965)[15],
- Тураковского сельсовета Сергиево-Посадского района (1991—1994)[16],
- Тураковского сельского округа Сергиево-Посадского района (1994—2006)[17],
- сельского поселения Лозовское Сергиево-Посадского района (2006 — н. в.)[18][19].